# Panaulix rex
Panaulix rex är en stekelart som beskrevs av Pierre L. G. Benoit 1984. Panaulix rex ingår i släktet Panaulix och familjen vedlarvsteklar. Inga underarter finns listade i Catalogue of Life.